# Não Se Esqueça da Escova de Dentes
Não se Esqueça da Escova de Dentes foi um concurso produzido e transmitido pela SIC em 1995 e apresentado por Teresa Guilherme com a assistência de Humberto Bernardo e Patrícia Calado. Do original britânico Don't Forget Your Toothbrush, de 1994, e com adaptações para vários países, o programa demarcava-se pela animação e boa disposição.
Além da escova de dentes que cada membro do público tinha de trazer, por forma a aumentar a boa disposição eram convidados pela produção a beber whisky no estúdio, se assim o desejassem, num bar que se encontrava disponível. O programa contava com a atuação de músicos convidados e baseava-se principalmente em casais que seriam submetidos a testar os conhecimentos de um sobre o outro. Os vencedores ganhavam uma viagem e normalmente o programa terminava com o casal vencedor a sair dos estúdios numa limousine enquanto o genérico final era exibido.